# Barārūd
Barārūd är en ort i Iran.   Den ligger i provinsen Gilan, i den nordvästra delen av landet, 200 km nordväst om huvudstaden Teheran. Barārūd ligger 939 meter över havet och antalet invånare är 182.
Terrängen runt Barārūd är kuperad åt nordost, men åt sydväst är den bergig. Barārūd ligger nere i en dal. Runt Barārūd är det ganska glesbefolkat, med 45 invånare per kvadratkilometer. Närmaste större samhälle är Jīrandeh, 12,3 km sydost om Barārūd. Trakten runt Barārūd består till största delen av jordbruksmark.